# Achtung! Liebe! Lebensgefahr!
Achtung! Liebe! Lebensgefahr! (Stummfilmtitel) bzw. Rivalen im Weltrekord (spätere Tonfilmfassung) ist ein später deutscher Stummfilm aus dem Jahre 1929 und einer der ersten Kinospielfilme über den Autorennsport. Regie führte der Filmarchitekt Ernő Metzner. Der Hauptdarsteller und Produzent des Films Bob Stoll spielte eine Doppelrolle.

## Handlung
Bob und Max von Oldeslo sind Brüder, mit bloßem Auge kaum zu unterscheiden. In allem, was sie anpacken sind sie Rivalen. Als Motorsportler im Rennwagen ebenso wie beim Werben um die Gunst der Frauen. Dabei erweist sich Max gegenüber Bob als sehr eifersüchtig, vor allem angesichts der Tatsache, dass die schöne, junge Gräfin Harriet mit der Max zu flirten begann, großes Interesse für Bruder Bob zeigt. Um diesen loszuwerden und ihn dem Vorwurf der Manipulation auszusetzen, beschädigt Max den Rennwagen des Mitkonkurrenten Graf Sternberg und lenkt den Verdacht auf Bob. Als der Graf daraufhin prompt verunglückt, wird Bob von Oldeslo daraufhin verhaftet, weil bestimmtes, für den Anschlag benutztes Werkzeug ihm gehört. Max kann als Sieger die Schärpe und die Trophäe in Empfang nehmen. Gräfin Harriets Glaube an die Unschuld ihres Liebsten beginnt zu wanken, und schließlich wird sie die Gattin des schurkischen Max.
Maxens Triumph, den unschuldigen Bob ausgeschaltet zu haben, währt nicht lange. Sein schlechter Charakter und sein schwaches Wesen lassen ihn bereits während der Flitterwochen zum hemmungslosen Glücksspieler werden, und er verprasst all das Geld, das Harriet mit in die Ehe gebracht hat. Somit pleite, will er nun seine Gattin schnellstmöglich loswerden, ehe sie ihm und seinem falschen Spiel auf die Schliche kommen kann. Max schlägt eine Scheidung vor, verlangt aber, dass Harriet zuvor für ihn an einem Autorennen teilnimmt. Der mörderische Gatte schließt eine hohe Lebensversicherung für seine Frau ab. Auch den chinesischen Automechaniker Kinlung, der Max bei seiner Manipulation an Graf Sternbergs Auto einst beobachtet hatte, aber wegen eines versuchten Diebstahls selbst in Maxens Hand ist, möchte Max loswerden. Er zwingt diesen, als Beifahrer in Harriets manipuliertem Fahrzeug mitzufahren. 
Bruder Bob ist seit einiger Zeit mit Kinlungs Hilfe bei einem Lokaltermin in eigener Sache der Polizei entwischt und erfährt nun von dessen kränkelnder Tochter Grace von dem finsteren Sabotageplan des schurkischen Bruders. Bob eilt zur Rennstrecke, wo der „Unfall“ stattfinden soll und rast tollkühn der in hohem Tempo Harriet auf der Rennstrecke hinterher. Er verhindert das Schlimmste und kann seiner Herzdame in einem waghalsigen Manöver das Leben retten. Beifahrer Kinlung hingegen verunglückt schwer und gesteht sterbend seine und Maxens Missetaten. Bob und Harriet können sich endlich in die Arme schließen.

## Produktionsnotizen
Die Außenaufnahmen dieses Rennfahrerstreifens entstanden im Juli und August 1929 auf dem Nürburgring und auf der Avus (Berlin), die Innenaufnahmen in den Studios von Staaken. Der Sechsakter mit einer Länge von 2000 Metern passierte die Filmzensur am 11. Dezember 1929 und erhielt Jugendverbot. Die Münchner Erstaufführung von Achtung! Liebe! Lebensgefahr! fand am 7. März 1930 statt. Da sich in der Zwischenzeit aber mittlerweile der Tonfilm weitgehend durchgesetzt hatte, wurde von dem stumm gedrehten Film auch eine nachsynchronisierte Ton-Version hergestellt, die unter dem Titel Rivalen im Weltrekord in die Kinos gebracht wurde. Diese Fassung lief in Berlin am 23. September 1930 an.
Die Bauten stammen vom Regisseur Metzner, Gustav Rathje war der Aufnahmeleiter. Hans Casparius, am Film als Standfotograf beteiligt, übernahm überdies die Nebenrolle des tödlich verunglückten Rennfahrers Graf Sternberg.
Die zur Drehzeit 20-jährige Liselott Schaak gab hier in der Rolle der Harriet ihr Filmdebüt.

## Kritiken
Die Kritiken fielen überwiegend mau aus. Nachfolgend zwei Beispiele:

„Bob Stoll … spielt die beiden Brüder. Ohne besonderen schauspielerischen Ehrgeiz, aber brillierend in der Ausführung halsbrecherischer Sensationen. Ernö Metzner zeichnet für die Regie des stellenweise sehr konstruierten Stoffes, dessen Motive und Zusammenhänge nicht immer überzeugen.“

„Die Ursage der Bibel auf modern frisiert, Kain und Abel auf der Rennbahn im Autodreß — und es wird doch keine Sensation draus, sondern nur ein Film von Autos und Liebe. (…) Kain und Abel der gute und der böse Bruder, werden beide von Bob Stoll dargestellt. Er läßt den Kain so blaß und farblos sein, wie Abel schon von Natur aus ist. Ernö Metzner gibt der Rennbahn, was der Rennbahn ist. Mit einigen schwungvoll gedrehten Rennen, wie sie heute nach 30 Jahren Film jeder durchschnittliche Operateur so nebenbei kurbeln kann, ist aber noch kein Film gemacht.“